# Cantón de Saint-Trivier-de-Courtes
El cantón de Saint-Trivier-de-Courtes (en francés canton de Saint-Trivier-de-Courtes) era una división administrativa francesa del departamento de Ain, en la región de Ródano-Alpes.

## Composición
El cantón estaba formado por doce comunas:
- Cormoz
- Courtes
- Curciat-Dongalon
- Lescheroux
- Mantenay-Montlin
- Saint-Jean-sur-Reyssouze
- Saint-Julien-sur-Reyssouze
- Saint-Nizier-le-Bouchoux
- Saint-Trivier-de-Courtes
- Servignat
- Vernoux
- Vescours

## Supresión del cantón de Saint-Trivier-de-Courtes
En aplicación del decreto n.º 2014-147 del 13 de febrero de 2014, el cantón de Saint-Trivier-de-Courtes fue suprimido el 1 de abril de 2015 y sus 12 comunas pasaron a formar parte, once del cantón de Replonges y una del cantón de Saint-Étienne-du-Bois.,